# آفتاب (ماهنامه)
ماهنامه آفتاب یکی از نشریات اصلاح طلب ایران بود که پس از انتشار ۳۵ شماره در خرداد ۱۳۸۳ توقیف شد. این نشریه به مدیریت عیسی سحرخیز منتشر می‌شد و فعالیت خود را از سال ۱۳۷۹ آغاز کرده بود. وی پیش از این سمت مدیرکل مطبوعات داخلی وزارت ارشاد، سردبیر روزنامه اخبار اقتصاد و عضو هیئت نظارت بر مطبوعات (به نمایندگی از روزنامه نگاران) بود.
برخی این مجله را از جمله مجلات مؤثر روشنفکری در ایران می‌دانستند و معتقد بودند که پس از مجله کیان از نافذترین مجلات روشنفکری ایران بود. این ماهنامه در طول چهار سال انتشار توانست آرای روشنفکران عرفی و دینی را منعکس کند.

در پی اعلام شکایت مدعی العموم علیه عیسی سحرخیز، وی به توهین به ولی فقیه، چاپ مطالب علیه اصول قانون اساسی، توهین به مجلس شورای اسلامی، نشر اکاذیب به قصد تشویش اذهان عمومی و سابقه توهین و اهانت به روح‌الله خمینی متهم شده است. در حکم توقیف، مقالات شماره ۳۵ آفتاب دربارهٔ فقاهت و سیاست به قلم محسن کدیور، تغییر قانون اساسی به قلم مصطفی تاج‌زاده و رهبری حاکمیت ملی در جمهوری اسلامی از موارد اتهام شناخته شده است.